# Belgique aux Jeux olympiques d'hiver de 2018
La Belgique participe aux Jeux olympiques d'hiver de 2018 à Pyeongchang en Corée du Sud du 9 au 25 février 2018. Il s'agit de sa 21e participation à des Jeux d'hiver. 
Le porte-drapeau belge est le snowboarder Seppe Smits qui est champion du monde en slopestyle en titre, la délégation compte 22 athlètes, 9 femmes et 13 hommes qui concourront dans 9 sports différents, ce qui constitue un record pour la période après-guerre.
Parmi les sportifs engagés, le meilleur résultat est obtenu par Bart Swings en Mass start qui décroche l'argent, se classant derrière le favori local Lee Seung-hoon et devant le voisin néerlandais, Koen Verweij, outre le fait qu'il s'agit du meilleur résultat belge de l'olympiade, c'est la première médaille belge aux Jeux olympiques d'hiver depuis 20 ans, soit depuis les Jeux de Nagano et la médaille en bronze de Bart Veldkamp, remportée là aussi en patinage de vitesse mais sur 5000.
La Belgique avait en effet participé à quatre olympiades sans décrocher de podium ; pour honorer cet exploit, Bart Swings est le porte-drapeau de la délégation lors de la cérémonie de clôture.

## Participation

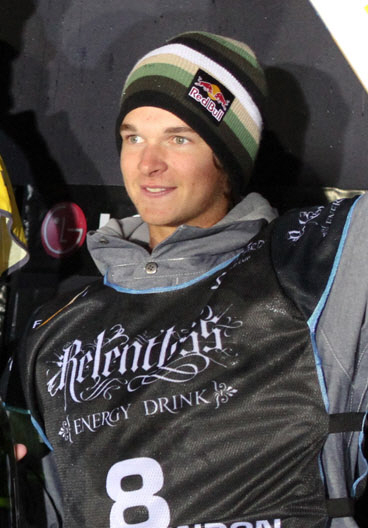
Seppe Smits, porte-drapeau de la délégation belge

Aux Jeux olympiques d'hiver de 2018, les athlètes de l'équipe de Belgique participent aux épreuves suivantes : 
| Sport                                | Hommes | Femmes | Total |
| ------------------------------------ | ------ | ------ | ----- |
| Ski alpin                            | 2      | 2      | 4     |
| Biathlon                             | 2      | 0      | 2     |
| Bobsleigh                            | 0      | 4      | 4     |
| Ski de fond                          | 1      | 0      | 1     |
| Patinage artistique                  | 1      | 1      | 2     |
| Patinage de vitesse sur piste courte | 2      | 0      | 2     |
| Skeleton                             | 0      | 1      | 1     |
| Patinage de vitesse                  | 2      | 1      | 3     |
| Snowboard                            | 3      | 0      | 3     |
| Total                                | 13     | 9      | 22    |

## Chances de médailles
Les principales chances de médailles pour la Belgique durant ces Jeux olympiques sont Seppe Smits qui a été deux fois champion du monde et Bart Swings, qui a terminé 4e en 1 500 mètres aux derniers Jeux olympiques de Sotchi de 2014.

### Médailles

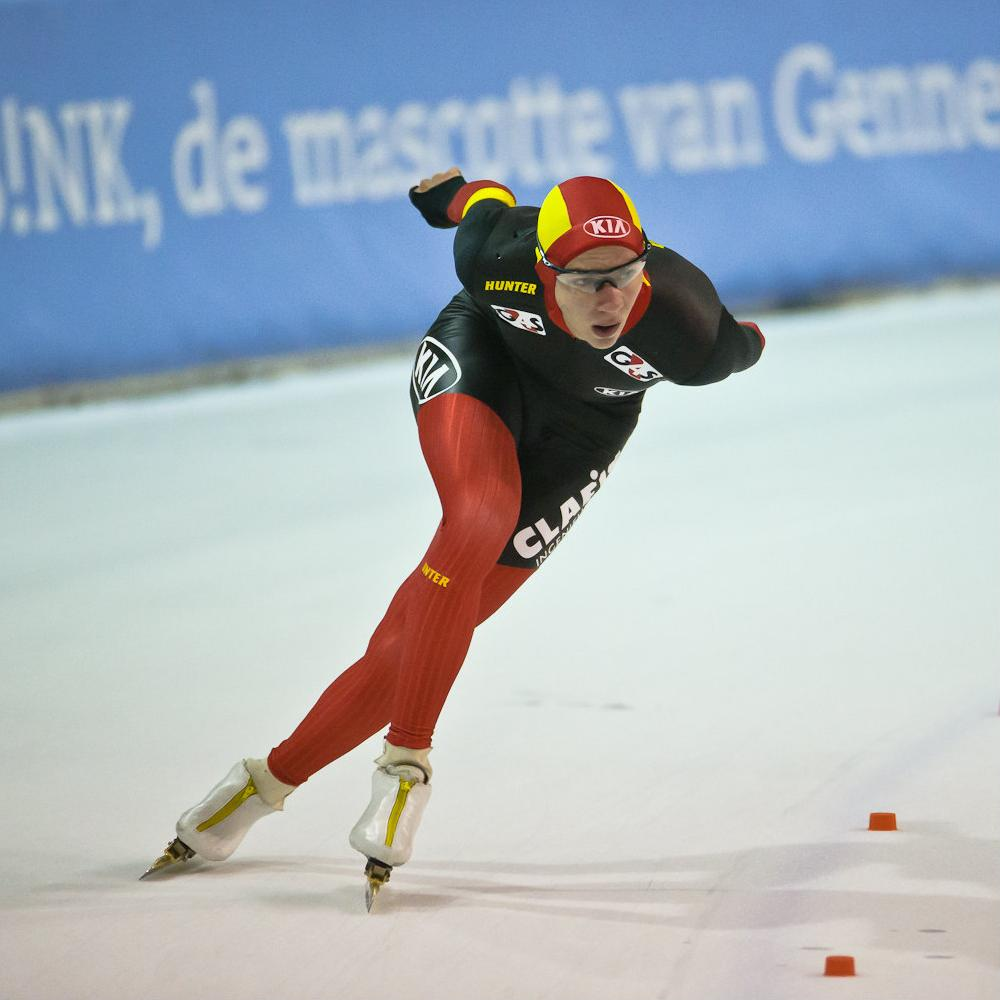
Bart Swings, seul athlète belge médaillé lors des olympiades

| Médaille | Discipline          | Épreuve           | Athlète(s)  | Performance | Date            |
| -------- | ------------------- | ----------------- | ----------- | ----------- | --------------- |
| Or       | -                   | -                 | -           | -           | -               |
| Argent   | Patinage de vitesse | Mass start hommes | Bart Swings | 40 pts      | 24 février 2018 |
| Bronze   | -                   | -                 | -           | -           | -               |

| Sport               | Médaille d'or, Jeux olympiques | Médaille d'argent, Jeux olympiques | Médaille de bronze, Jeux olympiques | Total |
| ------------------- | ------------------------------ | ---------------------------------- | ----------------------------------- | ----- |
| Patinage de vitesse | 0                              | 1                                  | 0                                   | 1     |

| Jour     | Date       | Médaille d'or, Jeux olympiques | Médaille d'argent, Jeux olympiques | Médaille de bronze, Jeux olympiques | Total |
| -------- | ---------- | ------------------------------ | ---------------------------------- | ----------------------------------- | ----- |
| 1er jour | 8 février  | 0                              | 0                                  | 0                                   | 0     |
| 2e jour  | 9 février  | 0                              | 0                                  | 0                                   | 0     |
| 3e jour  | 10 février | 0                              | 0                                  | 0                                   | 0     |
| 4e jour  | 11 février | 0                              | 0                                  | 0                                   | 0     |
| 5e jour  | 12 février | 0                              | 0                                  | 0                                   | 0     |
| 6e jour  | 13 février | 0                              | 0                                  | 0                                   | 0     |
| 7e jour  | 14 février | 0                              | 0                                  | 0                                   | 0     |
| 8e jour  | 15 février | 0                              | 0                                  | 0                                   | 0     |
| 9e jour  | 16 février | 0                              | 0                                  | 0                                   | 0     |
| 10e jour | 17 février | 0                              | 0                                  | 0                                   | 0     |
| 11e jour | 18 février | 0                              | 0                                  | 0                                   | 0     |
| 12e jour | 19 février | 0                              | 0                                  | 0                                   | 0     |
| 13e jour | 20 février | 0                              | 0                                  | 0                                   | 0     |
| 14e jour | 21 février | 0                              | 0                                  | 0                                   | 0     |
| 15e jour | 22 février | 0                              | 0                                  | 0                                   | 0     |
| 16e jour | 23 février | 0                              | 0                                  | 0                                   | 0     |
| 17e jour | 24 février | 0                              | 1                                  | 0                                   | 1     |
| 18e jour | 25 février | 0                              | 0                                  | 0                                   | 0     |
| Total    | Total      | 0                              | 1                                  | 0                                   | 1     |

## Athlètes engagés

### Ski alpin
| Athlète           | Discipline          | Course 1      | Course 1 | Course 2      | Course 2 | Total         | Total |    |
| Athlète           | Discipline          | Performance   | Rang     | Performance   | Rang     | Performance   | Rang  |    |
| ----------------- | ------------------- | ------------- | -------- | ------------- | -------- | ------------- | ----- | -- |
| Kai Alaerts       | Slalom hommes       | DNF           | NC       | NC            | NC       | NC            | NC    | NC |
| Sam Maes          | Slalom géant hommes | 1 min 13 s 29 | 38e      | 1 min 12 s 91 | 31e      | 2 min 26 s 20 | 32e   |    |
| Sam Maes          | Slalom hommes       | 52 s 90       | 37e      | DNF           | NC       | NC            | NC    |    |
| Marjolein Decroix | Slalom femmes       | 55 s 91       | 45e      | 54 s 80       | 36e      | 1 min 50 s 71 | 38e   |    |
| Kim Vanreusel     | Slalom géant femmes | 1 min 17 s 60 | 41e      | 1 min 14 s 92 | 39e      | 2 min 32 s 52 | 39e   |    |
| Kim Vanreusel     | Slalom femmes       | 55 s 90       | 44e      | 55 s 96       | 41e      | 1 min 51 s 86 | 40e   |    |
| Kim Vanreusel     | Super G femmes      | NC            | NC       | NC            | NC       | NC            | NC    |    |

### Biathlon
| Athlète        | Épreuve    | Temps         | Pénalité      | Rang |
| -------------- | ---------- | ------------- | ------------- | ---- |
| Michael Rösch  | Individuel | 55 min 10 s 1 | 0 + 3 + 0 + 2 | 75e  |
| Michael Rösch  | Sprint     | 25 min 09 s 4 | 0 + 2         | 38e  |
| Michael Rösch  | Poursuite  | 35 min 55 s 1 | 0 + 0 + 0 + 1 | 23e  |
| Florent Claude | Individuel | 53 min 03 s 2 | 0 + 0 + 0 + 2 | 54e  |
| Florent Claude | Sprint     | 25 min 43 s 7 | 1 + 2         | 55e  |
| Florent Claude | Poursuite  | 39 min 22 s 7 | 1 + 1 + 1 + 1 | 57e  |

### Bobsleigh
| Athlète                                | Discipline        | Course 1    | Course 1 | Course 2    | Course 2 | Course 3    | Course 3 | Course 4    | Course 4 | Total         | Total |
| Athlète                                | Discipline        | Performance | Rang     | Performance | Rang     | Performance | Rang     | Performance | Rang     | Performance   | Rang  |
| -------------------------------------- | ----------------- | ----------- | -------- | ----------- | -------- | ----------- | -------- | ----------- | -------- | ------------- | ----- |
| Elfje Willemsen* Sara Aerts            | Bob à deux femmes | 51 s 03     | 11e      | 51 s 27     | 11e      | 51 s 10     | 11e      | 51 s 21     | 10e      | 3 min 24 s 61 | 11e   |
| An Vannieuwenhuyse* Sophie Vercruyssen | Bob à deux femmes | 51 s 24     | 15e      | 51 s 28     | 15e      | 51 s 53     | 16e      | 51 s 20     | 8e       | 3 min 25 s 25 | 13e   |

* – Les pilotes ont un astérisque à côté de leur nom 

### Ski de fond
Distance
| Athlète        | Discipline           | Final         | Final        | Final |
| Athlète        | Discipline           | Performance   | Déficit      | Rag   |
| -------------- | -------------------- | ------------- | ------------ | ----- |
| Thierry Langer | 15 kilomètres hommes | 37 min 45 s 0 | 4 min 01 s 1 | 66e   |

### Patinage artistique
| Athlète         | Discipline | Programme court | Programme court | Programme libre | Programme libre | Total  | Total |
| Athlète         | Discipline | Points          | Rang            | Points          | Rang            | Points | Rang  |
| --------------- | ---------- | --------------- | --------------- | --------------- | --------------- | ------ | ----- |
| Jorik Hendrickx | Hommes     | 84.74           | 11e             | 164.21          | 16e             | 248.95 | 14e   |
| Loena Hendrickx | Femmes     | 55.16           | 20e             | 116.72          | 14e             | 171.88 | 16e   |

### Short-track
| Athlète    | Discipline          | Qualifications | Qualifications | Demi-finales | Demi-finales | Finales     | Finales |
| Athlète    | Discipline          | Performance    | Rang           | Performance  | Rang         | Performance | Rang    |
| ---------- | ------------------- | -------------- | -------------- | ------------ | ------------ | ----------- | ------- |
| Jens Almey | 1 500 mètres hommes | 2.12.998       | 2              | DNF          | 6            | /           | /       |
| Ward Pétré | 1 500 mètres hommes | 2.17.362       | 5              | /            | /            | /           | /       |

### Skeleton
| Athlète       | Discipline | Course 1    | Course 1 | Course 2    | Course 2 | Course 3    | Course 3 | Course 4    | Course 4 | Total       | Total |
| Athlète       | Discipline | Performance | Rang     | Performance | Rang     | Performance | Rang     | Performance | Rang     | Performance | Rang  |
| ------------- | ---------- | ----------- | -------- | ----------- | -------- | ----------- | -------- | ----------- | -------- | ----------- | ----- |
| Kim Meylemans | Femmes     | 52 s 56     | 16e      | 52 s 54     | 14e      | 52 s 34     | 13e      | 52 s 26     | 11e      | 52 s 26     | 15e   |

### Snowboard
| Athlète         | Discipline        | Qualification | Qualification | Qualification | Qualification | Final    | Final    | Final    | Final    | Final |
| Athlète         | Discipline        | Course 1      | Course 2      | Meilleur      | Rang          | Course 1 | Course 2 | Course 3 | Meilleur | Rang  |
| --------------- | ----------------- | ------------- | ------------- | ------------- | ------------- | -------- | -------- | -------- | -------- | ----- |
| Sebbe de Buck   | Big air hommes    | 33 s 50       | 30 s 25       | 33 s 50       | 18e           | /        | /        | /        | /        | /     |
| Sebbe de Buck   | Slopestyle hommes | 59 s 40       | 29 s 58       | 59 s 40       | 12e           | /        | /        | /        | /        | /     |
| Seppe Smits     | Big air hommes    | 50 s 00       | 59 s 25       | 59 s 25       | 15e           | /        | /        | /        | /        | /     |
| Seppe Smits     | Slopestyle hommes | 78 s 36       | 41 s 48       | 78 s 36       | 6e            | 31 s 11  | 69 s 03  | 66 s 18  | 69 s 03  | 10e   |
| Stef Vandeweyer | Big air hommes    | 61 s 00       | 29 s 50       | 61 s 00       | 14e           | /        | /        | /        | /        | /     |
| Stef Vandeweyer | Slopestyle hommes | 33 s 75       | 21 s 16       | 33 s 75       | 17e           | /        | /        | /        | /        | /     |

### Patinage de vitesse
| Athlète        | Discipline          | Course         | Course                             |
| Athlète        | Discipline          | Performance    | Rang                               |
| -------------- | ------------------- | -------------- | ---------------------------------- |
| Bart Swings    | 1 500 mètres hommes | 1 min 45 s 49  | 6e                                 |
| Bart Swings    | 5 000 mètres hommes | 6 min 14 s 57  | 6e                                 |
| Bart Swings    | 5 000 mètres hommes | 13 min 03 s 53 | 8e                                 |
| Bart Swings    | Mass start hommes   | 40 pts         | Médaille d'argent, Jeux olympiques |
| Mathias Vosté  | 500 mètres hommes   | 35 s 546       | 32e                                |
| Mathias Vosté  | 1 000 mètres hommes | 1 min 11 s 24  | 35e                                |
| Jelena Peeters | 1 500 mètres femmes | /              | /                                  |
| Jelena Peeters | 5 000 mètres femmes | 7 min 10 s 26  | 10e                                |